# Adolfo Calisto
Antonio Adolfo da Luz Calisto (* 1. Januar 1944 in Barreiro, Portugal; † 29. August 2024 in Portugal) war ein portugiesischer Fußballspieler.
Er war Nationalspieler und wurde 6 Mal Landesmeister in Portugal.

## Leben und Wirken
Adolfo Calisto wurde in Barreiro geboren, was ihm den Spitznamen „Lokomotive von Barreiro“ einbrachte. Er spielte für diverse Vereine, bevor er 1966 zu Benfica Lissabon wechselte. Dort war er bis 1975 311 mal im Einsatz und wurde 6 Mal nationaler Landesmeister und 3 Mal nationaler Pokalsieger. Er stand auch mit weltbekannten Fußballern wie Eusebio oder Coluna auf dem Rasen. Er war als Linksverteidiger im Einsatz.
Für die Fußballnationalmannschaft Portugals war von 1971 bis 1973 15 Mal im Einsatz.
Adolfo Calisto starb am 29. August 2024 im Alter von 80 Jahren und wurde eingeäschert.